# Эрмуполис
Эрму́поли(с) или Гермуполис (греч. Ερμούπολις) — город на восточной стороне греческого острова Сирос, административный центр общины Сирос-Эрмуполис и периферии Южных Эгейских островов. Судоверфь, центр курортного туризма и главный порт острова. Назван в честь бога торговли Гермеса; название означает «город Гермеса».
Гермополь был основан во время Греческой революции (1820-е годы) для размещения переселенцев с островов, которые оставались под контролем Порты. До конца XIX века оставался крупнейшим центром греческого судостроения. 
Эрмуполи традиционно служит торговым, промышленным (судостроительным) и культурным центром бывшего нома Киклады. Здесь работает отделение Эгейского университета. По переписи 2011 года население составляло 11 407 жителей.
Эрмуполис имеет круглогодичное ежедневное судоходное сообщение с Пиреем, со всеми остальными Кикладами, островами Додеканес, Хиос, Лесбос и Самос. В летние месяцы имеет сообщение с Ираклионом на острове Крит, а также с Салониками на севере Греции.
Среди достопримечательностей — площадь короля Оттона (ныне носящая имя адмирала Миаулиса), театр Аполлона (1862-64, арх. Пьетро Сампо), классицистический собор Св. Николая (1849-70), где можно видеть икону «Успение» великого греческого художника Теотокопулоса.

## Общинное сообщество Эрмуполис
В общинное сообщество Эрмуполис входят 1 населённый пункт и 2 острова. Население 11 407 жителей по переписи 2011 года. Площадь 3,606 квадратного километра.
| Наименование       | Население (2011), человек |
| ------------------ | ------------------------- |
| Дидими (остров)    | 0                         |
| Стронгило (остров) | 0                         |
| Эрмуполис          | 11 407                    |

## Население
| Год  | Население, человек |
| ---- | ------------------ |
| 1991 | 12 949             |
| 2001 | 11 938             |
| 2011 | ↘ 11 407           |

## Города-побратимы
- Испания, Эль-Пуэрто-де-Санта-Мария